# Risada maligna
Risada maligna é uma gargalhada dada por um vilão em histórias fictícias. A expressão "risada maligna" remonta a pelo menos 1860. "Risada malvada" pode ser encontrada ainda mais cedo, remontando a pelo menos 1784. Outra variantes, a "risada sardônica", aparece em 1714 e pode ser ainda mais antiga.
Nas histórias em quadrinhos, onde supervilões proferir tais risos, elas podem ser escritas como Mwahahaha , muwhahaha , muahahaha , Bwahahaha , etc. (Compare com Ho ho ho ). Estas palavras também são comumente usados na internet, blogs, sistemas de bulletin board, e jogos. Lá, eles são geralmente usados quando algum tipo de vitória é alcançada, ou para indicar a superioridade sobre alguém, ou, ainda, ironicamente em um comunicado encontra-se difícil acreditar que foi proferida na seriedade. As palavras são frequentemente usadas como interjeições com menos frequência como substantivos.
Durante a década de 1930, o popular programa de rádio The Shadow usou uma risada maligna como parte de sua apresentação. Isso foi dublado pelo ator Frank Readick, e sua risada foi usada mesmo depois que Orson Welles assumiu o papel principal. A risada maligna dita por Vincent Price foi usada ou copiada muitas vezes no rádio, cinema, música e televisão, e notavelmente no final do videoclipe de Michael Jackson, Thriller.
Nos filmes, o riso maligno costuma preencher a trilha sonora quando o vilão está fora das câmeras. Nesses casos, o riso segue o herói ou a vítima enquanto eles tentam escapar. Um exemplo está em Os Caçadores da Arca Perdida, onde a risada de Belloq enche a selva sul-americana, enquanto Indiana Jones tenta escapar dos Hovitos.